# Emily Roberts
Emily Roberts (* 21. Mai 1993 in Hamburg) ist eine deutsch-britische Singer-Songwriterin.

## Karriere
Roberts wurde als Tochter eines britischen Singer-Songwriters und einer Deutschen geboren und wuchs in Hamburg auf. Mit 13 Jahren begann sie, Gitarre zu spielen, und schrieb ihre ersten Songs im Alter von 15 Jahren. Nach eigener Aussage war ihr erstes Lied ein Trennungslied, das aus eigenen Erfahrungen entstand.
Im Jahr 2015 erschien ihre erste EP Lion’s Heart. Erstmals musikalisch bekannt wurde sie, als sie 2016 bei dem Weihnachts-Werbespot eines Discounters mitwirkte. Sie sang dazu das Lied #santaclara, geschrieben von 2WEI. 2018 erschien ihr erstes Album Crying Over Spilled Milk.
2019 war ihr Cover von Bitter Sweet Symphony, das sie zusammen mit dem DJ-Duo Gamper & Dadoni veröffentlichte, 13 Wochen in den deutschen und 21 Wochen in den österreichischen Airplay-Charts und erreichte dort sogar Goldstatus.
Mitte 2019 unterschrieb sie einen Plattenvertrag bei RCA Deutschland. Die erste Veröffentlichung dort war ihr Song In This Together, geschrieben von Roberts zusammen mit Patrick Salmy, Ricard Munoz und Thomas Steengaard. In This Together war 2020 der Titelsong der 14. Staffel der RTL-Sendung Ich bin ein Star – Holt mich hier raus!. Roberts nahm mit ihrem Song Soap am deutschen Vorentscheid Germany 12 Points für den Eurovision Song Contest 2022 teil und belegte den letzten Platz.

## Diskografie
Alben
- 2018: Crying over Spilled Milk

EPs
- 2016: Lion’s Heart

Singles
- 2015: Night
- 2016: Lion’s Heart
- 2016: #santaclara
- 2017: Cabin in the Woods
- 2018: Girls in the Club

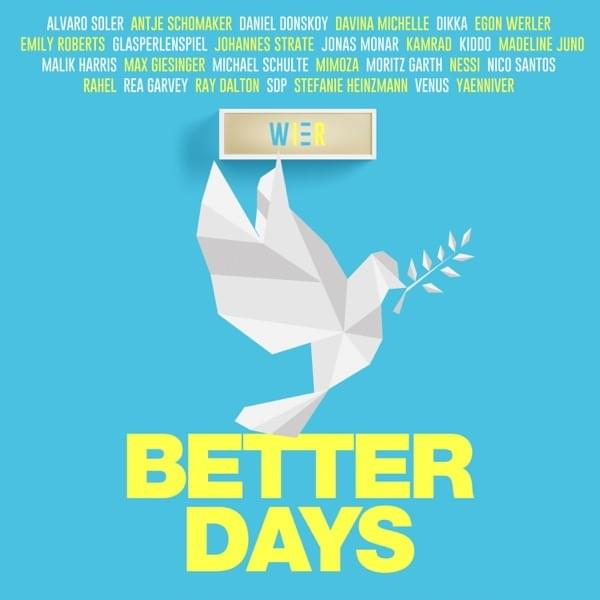
Frontcover zu Better Days.

- 2019: In This Together (mit Pyke & Muñoz & Stengaard)
- 2020: Relationshit

Gastbeiträge
- 2019: Bittersweet Symphony (Gamper & Dadoni feat. Emily Roberts)
- 2021: Kids (NOËP feat. Emily Roberts)
- 2022: Better Days (als Teil von Wier)

## Auszeichnungen für Musikverkäufe
Anmerkung: Auszeichnungen in Ländern aus den Charttabellen bzw. Chartboxen sind in ebendiesen zu finden.
| Land/RegionAuszeichnungen für Musikverkäufe (Land/Region, Auszeichnungen, Verkäufe, Quellen) | Gold     | Platin | Verkäufe | Quellen           |
| -------------------------------------------------------------------------------------------- | -------- | ------ | -------- | ----------------- |
| Deutschland (BVMI)                                                                           | Gold1    | —      | 200.000  | musikindustrie.de |
| Österreich (IFPI)                                                                            | Gold1    | —      | 15.000   | ifpi.at           |
| Insgesamt                                                                                    | 2× Gold2 | —      |          |                   |

## Belege
1. 1 2  Chartquellen: DE AT
2. ↑  Archivierte Kopie (Memento des Originals vom 25. Juli 2019 im Internet Archive)  Info: Der Archivlink wurde automatisch eingesetzt und noch nicht geprüft. Bitte prüfe Original- und Archivlink gemäß Anleitung und entferne dann diesen Hinweis.
3. ↑  NDR: ESC-Vorentscheid: Emily Roberts – „Soap“. Abgerufen am 11. Februar 2022.
4. ↑  Emily Roberts: „Es begann mit einem Trennungslied“. In: funky. 28. Februar 2020, abgerufen am 2. März 2020 (deutsch).
5. ↑  shz.de: Wie ein Werbespot die Hamburgerin Emily Roberts zum Popstar macht | SHZ. In: shz.de. 7. Dezember 2016, abgerufen am 3. März 2024.
6. ↑  Archivierte Kopie (Memento des Originals vom 5. März 2021 im Internet Archive)  Info: Der Archivlink wurde automatisch eingesetzt und noch nicht geprüft. Bitte prüfe Original- und Archivlink gemäß Anleitung und entferne dann diesen Hinweis.
7. ↑  RCA Deutschland begrüßt Emily Roberts. Abgerufen am 11. Januar 2020.
8. ↑  Nick Watts: Emily Roberts x Pyke & Muñoz x Stengaard – In This Together. In: Your EDM. 1. August 2019, abgerufen am 11. Januar 2020 (amerikanisches Englisch).
9. ↑  Dschungelcamp 2020: „In This Together“ von Emily Roberts ist der neue Dschungelsong. Abgerufen am 11. Januar 2020.
10. ↑  NDR: ESC 2022: Die Acts für den Vorentscheid stehen fest. Abgerufen am 10. Februar 2022.
11. ↑  Punkteverteilung im Online- und Publikumsvoting beim Vorentscheid. In: eurovision.de. Norddeutscher Rundfunk, 4. März 2022, abgerufen am 5. März 2022.

| Personendaten    | Personendaten                         |
| ---------------- | ------------------------------------- |
| NAME             | Roberts, Emily                        |
| KURZBESCHREIBUNG | deutsch-britische Singer-Songwriterin |
| GEBURTSDATUM     | 21. Mai 1993                          |
| GEBURTSORT       | Hamburg                               |